# André Dunoyer de Segonzac
André Dunoyer de Segonzac (7 de julio de 1884 - 17 de septiembre de 1974, a los 90 años) fue un pintor y artista gráfico francés .
Nació en Boussy-Saint-Antoine y pasó su infancia allí y en París. Sus padres querían que se inscribiese en la academia militar de Saint-Cyr, pero, reconociendo su gran interés en el dibujo, accedieron a su inscripción en la Academia Libre de Luc-Olivier Merson. El estilo de instrucción académico de Merson  no se adecuaba a Segonzac, sin embargo, y, tras un período de servicio militar, estudió en la Académie de la Palette, entre su profesorado se encontraba Jacques Émile Blanche . Pronto abandonó la Academia en favor de una postura independiente, libre de cualquier maestro, más tarde citó 1906 como fecha de inicio de su carrera artística.
Su primera entrega al Salón de Otoño fue en 1908, al año siguiente expuso en el Salon des Indépendants , y en los años siguientes expuso con regularidad en ambos. A principios de la década de 1910 se convirtió en miembro de la sección de oro.  Fue uno de los modernistas incluidos en el Armory Show que se abrió en Nueva York en 1913, con exposiciones posteriores en Chicago y Boston .
En 1914, el año de su primera exposición individual (en la Galerie Levesque en París), fue reclutado para el servicio militar en la Primera Guerra Mundial . Él entró en combate en la región de Nancy y en Bois-Le-Prêtre , antes de ser transferido a la sección de camuflaje.  Entre 1914-1918, publicó y exhibió una serie de dibujos de guerra, y al final de la guerra había ganado la Croix de Guerre .  Se inspiró en sus experiencias militares y aprendió grabado en 1919 -con el fin de ilustrar Las cruces de madera de Roland Dorgelès (publicado en 1921). Segonzac encontró en el grabado  un medio afín a su estilo de dibujo espontáneo, y al final de su vida había producido cerca de 1600 planchas.
En 1947, publicó su serie de grabados que ilustran las Geórgicas de Virgilio . En la crítica de Anne Distel, conservador jefe del Musée d'Orsay , "La perfección técnica y la nobleza del tono, que llevó el sello de la original, pero estaba imbuido completamente por un lirismo sin fisuras, hacen de este trabajo de Segonzac su obra maestra. Debe ser incluido en una lista de los libros más bellamente ilustrado del siglo XX."
La calidad de sus grabados sutiles como gasas estaba en contraste con las superficies pintadas de color espeso y sombrío en general, de sus pinturas al óleo , que refleja su admiración por Courbet y Cézanne . Sus temas incluyen paisajes , naturalezas muertas y desnudos .  Prolífico hasta el final de su vida como pintor al óleo y acuarela , y como grabador, Segonzac murió a los 90 años en 1974. 